# Kedelhallen
Kedelhallen er en bevaringsværdig bygning på Franciska Clausens Plads i Carlsberg Byen. Bygningen er nok mest kendt for sine fire gamle skorstene. 

## Historie
Bygningen blev opført i årene 1925-1928 efter tegninger af Carl Harild. Bygningens formål var at levere strøm og elektricitet til Carlsbergs produktion.